# Algis Budrys
Algis Budrys (vlastním jménem Algirdas Jonas Budrys) (9. ledna 1931, Königsberg, Východní Prusko – 9. června 2008, Evanston, Illinois, USA) byl americký redaktor, kritik a spisovatel science fiction litevského původu.

## Život
Narodil se v litevské rodině v Königsbergu ve Východním Prusku (dnes Kaliningrad v Rusku). Jeho rodiče zde žili v exilu po státním převratu v Litvě v prosinci roku 1926. Od roku 1936 žil se svou rodinou v New Yorku, kde jeho otec působil jako generální konzul litevské exilové vlády. Americké občanství získal až roku 1989.
Vzdělání získal na Miamské universitě (v letech 1947–1949) a na Kolumbijské universitě (v letech 1951–1952). Od roku 1952 pracoval jako redaktor v různých nakladatelstvích (například Gnome Press nebo Galaxy Science Fiction. V tomto roce také začal publikovat v různých pulpových magazínech své sci-fi povídky. Jeho román Rogue Moon (1960, Šílený měsíc) byl nominován na cenu Hugo a román Hard Landing (1993, Obtížné přistání) na cenu cenu Nebula. Roku 2007 obdržel od Science Fiction Research Association (SFRA) za celoživotní dílo cenu Pilgrim (Pilgrim Award).

## Dílo

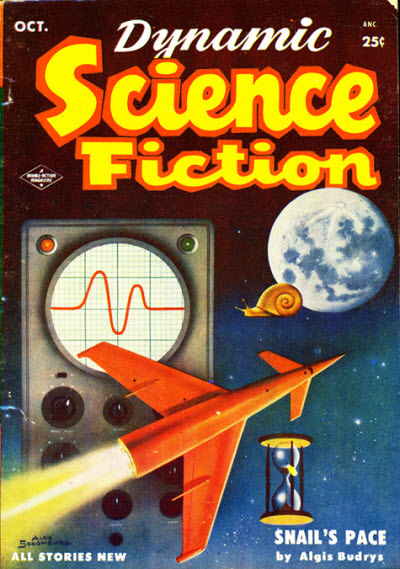
Obálka časopisu Dynamic Science Fiction z roku 1953 s autorovou povídkou Snail's Pace.

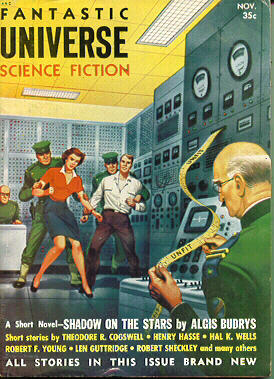
Obálka časopisu Fantastic Universe z roku 1954 s autorovou povídkou Shadows on the Stars.

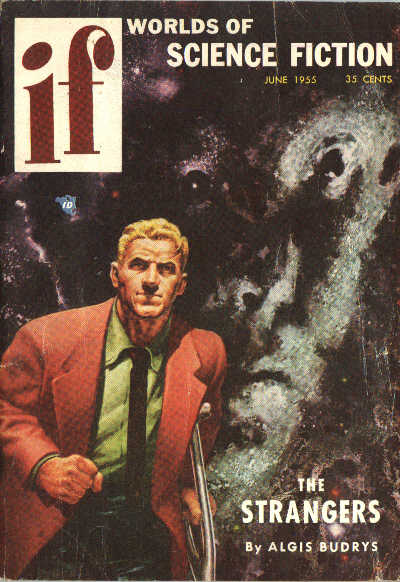
Obálka časopiseckého vydání povídky The Strangers z roku 1955.

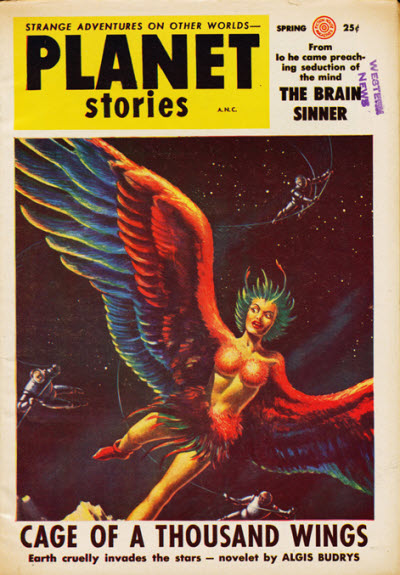
Obálka časopiseckého vydání povídky Cage of a Thousand Wings z roku 1955.

### Povídky (výběr)
- The High Purpose (1952).
- Walk to the World (1952).
- The Congruent People (1953).
- Snail's Pace (1953).
- Firegod (1953), pod pseudonymem William Scarff
- Underestimation (1953) pod pseudonymem Alger Rome.
- Protective Mimicry (1953).
- Riya's Foundling (1953).
- The End of Summer (1954, Konec léta).
- Ironclad (1954).
- Shadows on the Stars (1954).
- Citadel (1955).
- Nobody bothers Gus (1955, Nikdo neobtěžuje Guse), psychologická studie muže, kterého jeho telepatické schopnosti vzdalují ostatním lidem.[2].
- Just Around the Corner (1955), pod speudonymem William Scarff.
- Thunderbolt (1955), pod pseudonymem John A. Sentry.
- Terror in the Stars (1955), pod pseudonymem John A. Sentry.
- The Strangers (1955).
- Cage of a Thousand Wings (1955)
- Why Should I Stop? (1956).
- The War is Over (1957).
- Resurrection on Fifth Avenue (1957).
- The Shadow Before (1957), pod pseudonymem Paul Janvier.
- The Barbarians (1958), pod pseudonymem John A. Sentry.
- The Stoker and the Stars (1959), John A. Sentry.
- The Price (1960).
- Wall of Crystal, Eye of Night (1961, Stěna z křišťálu, oko do noci).
- For Love (1962).
- Be Merry (1966).
- The Master of the Hounds (1966, Psovod).

### Povídkové sbírky
- The Unexpected Dimension (1960)
- Budrys' Inferno (1963)
- The Furious Future (1963)
- Blood and Burning (1978)
- Benchmarks: Galaxy Bookshelf (1985)
- Writing to the Point (1994)
- Outposts: Literatures of Milieux (1996)
- Entertainment (1997)
- The Electric Gene Machine (2000)

### Romány
- False Night (1954), pochmurný postkatastrofický román, přepracováno 1961.
- Man of Earth (1956, Muž ze Země).
- Who? (1958, Kdo?), politický sci-fi thriller o studené válce.
- The Falling Torch (1959), román popisující revoluci na mimozemšťany obsazené Zemi.
- Rogue Moon (1960, Šílený měsíc), román nominovaný na cenu Hugo líčí snahu pochopit mimozemský labyrint na Měsíci. Roku 2001 kniha vyšla pod názvem The Death Machine (Stroj smrti). Díky tomuto románu bývá Budrys označován za symbolického a existencialistického autora.[2]
- Some Will Not Die (1961, Někteří nezemřou), přepracovaná a rozšířená verze románu False Night.
- The Iron Thorn (1967), také jako The Amsirs and the Iron Thorn
- Michaelmas (1977), román zabývající se rostoucí rolí sdělovacích prostředků (mimozemšťané se pomocí rozvinuté mediální sítě snaží ovládnout lidstvo).
- Hard Landing (1993, Obtížné přistání), příběh čtyř mimozemšťanů, kteří uvíznou na Zemi. Román byl nominován na cenu cenu Nebula.